# Adolf von Grundherr

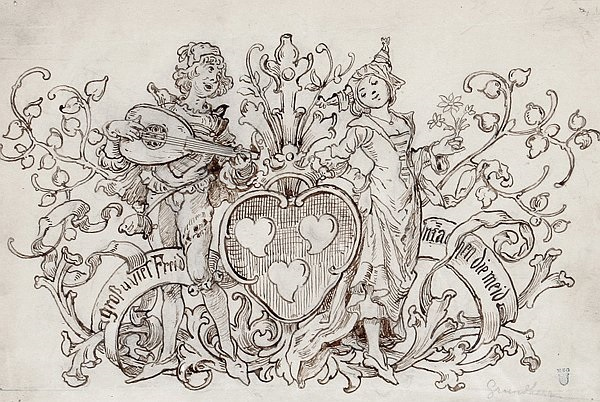
Groß und viel Freid machen die meid 1893

Adolf von Grundherr zu Altenthann und Weyerhaus (* 30. September 1848 in München; † 6. April 1908 ebenda) war ein deutscher Maler, Zeichner und Entwerfer.

## Familie
Adolf Friedrich Sigmund Grundherr von Altenthann und Weiherhaus entstammte dem Nürnberger Stadtadel. Der Vater, Sigmund Freiherr von Grundherr (Nürnberg 1797–1873 München), kgl. bayerischer Artillerieoffizier, heiratete nach dem Tod seiner ersten Frau deren Schwester Anna Sophie Kreitner (1808–1859) aus Speinshardt, Gemeinde Eschenbach in der Oberpfalz, nachdem beide von der katholischen zur evangelischen Konfession übergetreten waren. Die 15 Kinder dieser Ehe wurden alle in München geboren; lediglich sechs von ihnen erreichten das Erwachsenenalter.

## Ausbildung
Adolf von Grundherr besuchte die protestantische Grundschule und von 1859 bis 1868 das Maximiliansgymnasium München bis zum Abitur. Anschließend studierte er Rechtswissenschaften an der Ludwig-Maximilians-Universität München. 1871 wechselte er an die Kunstgewerbeschule Nürnberg, wo er sich vor allem der Buchkunst und dem Entwerfen für die Glasmalerei widmete. Mit dem 1. November 1872 ist sein Eintritt in die Antikenklasse der Münchner Kunstakademie dokumentiert, wo er bei Andreas Müller studierte und sich bis 1881 in der Kompositionsklasse von Karl Theodor von Piloty zum Maler ausbildete. Mit einem staatlichen Stipendium begab er sich anschließend auf eine einjährige Italienreise.
Adolf von Grundherr war zeitlebens in München niedergelassen und blieb unverheiratet. Er verstarb im Alter von 59 Jahren und wurde auf dem Alten Südfriedhof in München beigesetzt.

## Tätigkeit
Von Grundherr war vielseitig als Maler und Grafiker, Illustrator und Entwerfer für Glasfenster, plastische Arbeiten und Wandbilder tätig. Er war Mitglied in der Münchner Künstlergenossenschaft (MKG), im Münchener Künstler-Unterstützungsverein sowie im Kunstverein München. Bereits 1880 zeigte er ein Gemälde Der Widerspenstigen Zähmung in Düsseldorf und 1882 in Nürnberg. Weitere frühe Bilder waren Die Nymphe des Brunnens, Haideprinzesschens Toilette, Frau im weißen Gewand und Blumen im Haar oder eine Zitherspielerin. Für den 1899 in Chile verstorbenen Kaufmann Georg von Grundherr schuf er ein Epitaph.
Für den Festsaal des Vereinshauses Scholastika des Akademischen Gesangvereins (AGV) in München, dessen Mitglied er ebenfalls war, entwarf von Grundherr 1896 ein vierteiliges Gemälde, das 1897 von ihm selbst ausgeführt und das in eine Architekturrahmung eingesetzt wurde. Die Gemälde wurden 1914 in den Festsaal des Neubaus integriert. Der Zyklus zeigt einen Festzug mit Musikanten, der vom Münchner Kindl begrüßt wird. Die dargestellten Personen geben die Porträts von Vereinsmitgliedern wieder; unter ihnen auch die Maler Hermann Bever, Eugen von Stieler und Adolf von Grundherr selbst.

## Projekte und ausgeführte Arbeiten (Auswahl)
- Kleinsorheim bei Nördlingen, evangelische Pfarrkirche St.Andreas: drei Deckengemälde Verklärung Christi und zwei Engel mit den Abendmahlsgefäßen, 1891 (in situ erhalten; restauriert);
- Der Segen der Versicherung, Wandgemälde im Treppenhaus der Versicherungskammer Bayern in München, 1904;
- Entwurf zu den Glasgemälden eines zweiflügeligen Spitzbogenfensters im alten Rathaus in Essen; Ausführung: Hofglasmalerei Franz Xaver Zettler, München;
- Entwurf zu den Glasgemälden der Fenster im Bibliotheksaal (heute: Juristische Bibliothek; die Fenster im Zweiten Weltkrieg zerstört) im dritten Obergeschoss des Neuen Rathauses in München; gestiftet von Friedrich und Emilie Braun, Gabriel Sedelmayr, Fa. Braun & Schneider, München; Ausführung: Hofglasmalerei F.X.Zettler, München: (1) Chronik, Juristerei, Religion, Schule; (2) Papierfabrikation, Kunstgewerbe, Lithographie, Wissenschaft; (3) Sanitas, Caritas, Poesie, Humoristica; (4) Handel, Industrie, Geographie, Staatswissenschaft;[8]
- Entwurf für ein Wandgemälde für das seit 1873 vom rumänischen Fürsten Carol I. erbaute Schloss Peleș in Podul Neagului (heute: Pietrele Arse) bei Sinaia, Rumänien; Auftrag der Königin Elisabeth von Rumänien, geb. Prinzessin zu Wied-Neuwied (1843–1916), Künstlername als Dichterin: Carmen Sylva;
- Entwurf zu einem Glasfenster im Boudoir der Königin von Rumänien im Schloss Peles (Sinaia); Ausführung: Hofglasmalereianstalt Burkhardt, München,
- Entwurf zur Farbverglasung eines Emporenfensters der St. Peterskirche in Nürnberg mit Wappen der Familie und zwei knienden Engeln; Stiftung Kommerzienrat von Grundherr und seiner Kinder; Ausführung: Hofglasmalereianstalt Burkhardt, München.
- Kalvarienberg, Kreuzigung Christi mit Maria und einem Engel; im Hintergrund die Nürnberger Burg und das Grundherrenschloss, St. Peterskirche, Nürnberg; ausgeführt 1900; zwei Gemälde auf Holz; in situ erhalten.
- Entwurf zu einem Tafelaufsatz Lebensschiff für Kommerzienrat Friedrich von Grundherr in Nürnberg; Ausführung: Theodor Heiden; ausgestellt: Goldschmiedeabteilung der Ausstellung München 1908.
- Zwei Dekorationsentwürfe für die Münchner Künstlerschaft, verschiedene Materialien, 1886 und 1888: München, Staatliche Graphische Sammlung.
- Vignette mit Buchstabe D und Karikatur von Dr. Friedrich Stecher († 1888), Aufnahmekarte des Philister-Verbands des AGV München, 1885; Theaterzettel „Riccardo. Der berühmte Räuberhauptmann“, zur Aufführung im AGV München, 3. März 1883.[9]
- Personifikation des Elements Erde, Federzeichnung, vor 1882.[10]

## Illustrationen
- Die Welt im Kleinen für die kleine Welt. Ein Bilderbuch zu Lust und Lehr’ für Mutter und Kind. In Friesen nach Original-Aquarellen von Woldemar Friedrich, Carl Gehrts und Johannes Gehrts, Adolf v.Grundherr, Julius Kleinmichel, Carl Röhling, Franz Xaver Simm, Hermann Vogel und mit begleitenden Strophen von Julius Lohmeyer, Frida Schanz und Johannes Trojan. Begleitende Strophen von J. Lohmeyer u. a., Gustav Weise, Stuttgart 1885.
- Malvorlagen in Friesen. Gustav Weise, Stuttgart 1890.
- Bilder zu „Szenen aus der Nibelungensage“ von F. A. Fraustadt; für den König von Rumänien.[11]
- Friedrich Rückert: Liebesfrühling. 6. Auflage. J. D. Sauerländer, Frankfurt o. J. (Pracht-Ausgabe (…) von Herrman Kaulbach, A. v. Grundherr, A. Rothaug, G. Schöbel u. a.)